# Tephrosia siamensis
Tephrosia siamensis là một loài thực vật có hoa trong họ Đậu. Loài này được J.R.Drumm. miêu tả khoa học đầu tiên.